# Vittorio Vidali
Vittorio Vidali (Muggia, província de Trieste, 1900-1983) va ser un polític i militant comunista italià.

## Biografia
Membre del Partit Comunista d'Itàlia des de 1921, va fugir del seu país després de l'ascens al poder de Benito Mussolini. Va viatjar per diversos països europeus i als Estats Units el 1923. Allí va ser membre del Partit Comunista dels Estats Units i del Socors Roig Internacional i va treballar amb els pseudònims d'Enea Sormenti, Comandant Carlos, José Díaz, Carlos Contreras. Va ser un actiu defensor de Nicola Sacco i Bartolomeo Vanzetti, finalment executats. Va conèixer Carlo Tresca, actiu anarquista i sindicalista, i se'l va acusar del seu assassinat a Nova York. A la seva sortida dels Estats Units va poder haver viatjat el 1927 a la Unió Soviètica segons relata en les seves memòries, on es va integrar al Socors Roig.
Va viatjar a Mèxic l'estiu de 1927, via Cuba. Allí va conèixer Tina Modotti i Augusto César Sandino, Farabundo Martí i Julio Antonio Mella (també assassinat en circumstàncies no aclarides).
Es va unir a les forces de l'exèrcit republicà durant la Guerra Civil espanyola com a comissari polític en diverses unitats i va ser un dels fundadors del Cinquè Regiment, atribuint-se-li execucions polítiques. Poc després es va incorporar a les Brigades Internacionals i en fou un actiu organitzador.
La República li va facilitar un passaport amb el nom de Carlos Contreras, nom pel qual també va ser conegut i que va usar en l'exili. El seu extremat estalinisme li va fer ser molt qüestionat dintre de les mateixes files comunistes, i se'l va acusar d'estar implicat en la desaparició d'Andreu Nin, segons l'antic ministre republicà Jesús Hernández en el seu llibre de memòries Yo fuí ministro de Stalin. Aquest assassinat se li atribuïx a partir de la dècada dels 90 a Josef Romualdovitx Grigulevitx, membre del Partit Comunista de la Unió Soviètica.
Al final de la Guerra Civil espanyola es va traslladar a Mèxic amb Tina Modotti (amb qui mantenia una relació sentimental d'ençà que, junts, van abandonar Mèxic el 1930). Amb el final de la Segona Guerra Mundial va tornar a Itàlia i hi va ser acollit com un heroi per alguns i com un criminal per uns altres. Va arribar a ser senador pel PCI. La controvèrsia sobre la seva figura es manté, donat el volum d'informació que els serveis secrets del KGB, la CIA i sectors trotskistes van acumular contra ell al llarg de la seva trajectòria.